# Euphorie
Euphorie lub Euphoria – debiutancki album studyjny stworzony wspólnie przez Aleksa C. i Yass, wydany 2 sierpnia 2008 roku.

## Lista utworów
| N   | Tytuł                                  | Długość |
| --- | -------------------------------------- | ------- |
| 1.  | "Doktorspiele"                         | 3:47    |
| 2.  | "Du bist so Porno"                     | 4:23    |
| 3.  | "Setz die Segel!"                      | 3:53    |
| 4.  | "Du hast den schönsten Arsch der Welt" | 3:35    |
| 5.  | "Euphorie"                             | 4:49    |
| 6.  | "Nachts zum Strand gehen"              | 4:03    |
| 7.  | "So geil so"                           | 3:14    |
| 8.  | "Sex an der Bar"                       | 4:05    |
| 9.  | "Zuviel liebe killt mich"              | 3:42    |
| 10. | "Erdbeben"                             | 4:08    |
| 11. | "Traumfänger"                          | 5:44    |
| 12. | "Ein bisschen Nymphoman"               | 3:26    |
| 13. | "Heute Nacht"                          | 4:14    |
| 14. | "Tienes el Culo Mas Bello del Mundo"   | 3:35    |

## Listy przebojów

### Album
| Kraj    | Lista (2008)  | Najwyższa pozycja |
| ------- | ------------- | ----------------- |
| Austria | Alben Top 75  | 19                |
| Niemcy  | Albums Top 50 | 20                |
| Polska  | Albums Top 50 | 27                |

### Single
| 2007                           | "Du hast den schönsten Arsch der Welt" | 1  | 1  | 6 | 4  | 57 | 27 | 57 | 38 | 11 |
| 2008                           | "Doktorspiele"                         | 4  | 3  | – | 15 | –  | –  | –  | –  | 11 |
| 2008                           | "Du bist so Porno"                     | 21 | 12 | – | 17 | –  | –  | –  | –  | 88 |
| „–” pozycja nie była notowana. |                                        |    |    |   |    |    |    |    |    |    |